# كارلتون إي. براون
كارلتون إي. براون (بالإنجليزية: Carlton E. Brown)‏ هو مدير أكاديمي نيجيري، ولد في القرن العشرين في ماكون في الولايات المتحدة.